# François Bourlière
François Bourlière, né le 21 décembre 1913 à Roanne et mort le 10 novembre 1993 à Boulogne-Billancourt, est un médecin et écologue français.
Esprit humaniste et curieux, il a poursuivi simultanément deux carrières, de gérontologue et d'écologue.

## Le gérontologue

### Parcours
- Il entreprend des études médicales et fut successivement interne des Hôpitaux de Paris (1937-1944), docteur en médecine à l'université de Paris (1940), licencié ès biologie à la faculté des sciences de Paris (1941), stagiaire au laboratoire de l'université Cornell de New York (1945-1946) et agrégé de médecine expérimentale et de biologie (1949). Son cursus universitaire et hospitalier fut parfaitement rectiligne.
- Il fut l'élève de Léon Binet, professeur de physiologie, avec qui il publiera plusieurs ouvrages[2],[3].
- Maître de conférences agrégé à la faculté de médecine de Paris (1949-1959).
- Professeur à titre personnel jusqu'en 1968, puis professeur titulaire de la chaire de physiologie à l'université Paris-V, spécialement créée en 1969 pour lui, dans la discipline dont il est en France le fondateur et l'animateur, la gérontologie. Il occupera cette chaire jusqu'à sa retraite en 1983. Cette chaire était attachée au Centre hospitalo-universitaire de Paris Ouest. Il n'abandonne pas ses activités médicales et de recherches qu'il continuera jusqu'à la fin de sa vie en 1993.

### Travail pionnier et fondateur dans le domaine du vieillissement
- En 1955,  il crée le centre de gérontologie de l'Association Claude-Bernard à l'hôpital Sainte-Périne dont il restera directeur jusqu'en 1983.
- En 1967, il fonde la Fondation Nationale de Gérontologie.
- En 1972, il fonde et dirige pendant huit ans la première Unité de recherches gérontologiques de l'INSERM U.118 en France.  Elle se compose d'équipes qui travaillent sur trois axes de recherche du vieillissement : niveau cellulaire, niveau de l'organe et niveau  comportementale.
- Il fut le rédacteur en chef de la revue Gerontology (1971-1983), il est l'auteur d'une dizaine d'ouvrages (dont un précis de gérontologie) et de nombreux articles traitant de gérontologie.

## L'écologue
Grand ornithologiste, François Bourlière est aussi spécialiste des mammifères, entre autres des primates. Il est l'auteur de nombreux articles traitant d'écologie.
- De 1949 jusqu'à sa mort, il est éditeur en chef de La Revue d'Écologie (anciennement La Terre et la Vie).
- Licencié en sciences, il fut de 1962 à 1980 chargé de cours en écologie des mammifères à la faculté des sciences de Paris[Note 1].
- Il a observé et écrit de nombreux articles d'ornithologie, en particulier sur le Manchot empereur (Aptenodytes forsteri) en Antarctique, sur les grands oiseaux de l'Afrique de l'Ouest.
- Il a été un grand écologue français[4] et international : vice-président (1960-1963), puis président (1963-1966) de l'Union internationale pour la conservation de la nature (UICN), président de la Société nationale de protection de la nature (1972-1982) et président du comité exécutif de l'Homme et la Biosphère à l'UNESCO (1971-1975).
- Il est avec avec René Dubos l'un des principaux rapporteurs du colloque « Utilisation et conservation de la biosphère », conférence intergouvernementale d'experts sur les bases scientifiques de l'utilisation rationnelle et de la conservation des ressources de la biosphère, organisée à Séville du 4 au 13 septembre 1968 par l'Organisation des Nations unies pour l'éducation, la science et la culture (Unesco)[5],[6].
- Initiateur de la démarche de recherche pour la conservation des zones humides méditerranéennes dans les années 1980 et proche des activités de la Fondation de la Tour du Valat où la bibliothèque porte son nom[7].

## Décorations et titres

### Décorations officielles
- Chevalier de la Légion d'honneur (1970)
- Officier de la Légion d'honneur (1989)
- Ordre de l'Arche d'or (Pays-Bas) (1974)

### Titres
- Membre honoraire (Honorary fellow) de l'Association for Tropical Biology and Conservation[8] (1973)
- Docteur honoris causa de l'université de l'Ulster (1973)
- Docteur honoris causa de l'Université de Sherbrooke (1992)
- Membre correspondant du Muséum américain d'histoire naturelle (1974)
- Membre honoraire du Fonds mondial pour la nature (WWF) (1984)

## Publications
- Vie et mœurs des mammifères : locomotion, alimentation, abri, protection, reproduction, migrations, vie sociale, écologie, Paris, Payot, coll. « Bibliothèque scientifique », 1951, 249 + [1] p. + VIII p. de pl.
- Le monde des mammifères, Paris, Horizons de France, 1954, 221 p. + [16] f. de pl.
- « Ordre des fissipèdes : systématique », dans P.-P. Grassé (dir.), Traité de Zoologie, t. XVII, fasc. 1, Paris, Masson, 1955, p. 215-278.
- « Les mammifères domestiques » dans Andrée Tétry (dir.), Zoologie IV : Tétrapodes, Domaines faunistiques, Zoogéographie, Paris, Gallimard, Encyclopédie de la Pléiade, 1974, p. 1155-1169.
- (en) Walter Leutenegger, « A primate radiation: Evolutionary biology of the African Guenons. Edited by Annie Gautier‐Hion, Francois Bourliere, Jean‐Pierre Gautier, and Jonathan Kingdon. New York: Cambridge University Press. 1988. viii + 567 pp., figures, tables, indexes », American Journal of Physical Anthropology, vol. 79, no 2,‎ juin 1989, p. 269–270 (ISSN 0002-9483 et 1096-8644, DOI 10.1002/ajpa.1330790214, lire en ligne, consulté le 29 juillet 2024).